# Jodina rhombifolia
Jodina rhombifolia ist eine Pflanzenart aus der Familie der Sandelholzgewächse (Santalaceae) und der einzige Vertreter der Gattung Jodina. Die Art ist eine von vielen, die in ihrer Heimat Südamerika als „Quebracho flojo“ oder als „Quebrachillo“ bezeichnet wird. Sie wird in Argentinien auch als „Sombra de Toro“ bezeichnet.

## Beschreibung

### Vegetative Merkmale
Jodina rhombifolia ist ein kleiner, hemiparasitischer und reich verzweigter Baum von bis zu 7–8 Meter Höhe mit dicker, grober, furchiger und bräunlicher, leicht poröser Borke.
Sie hat wechselständige, dicke, lederige, glänzende, rauten-, drachenförmige, fast sitzende und oft stachelspitzige Blätter. Die Spreite ist teils leicht eingefaltet. Die Blätter sind glatt, wachsig, dunkelgrün und ganzrandig mit oft Stacheln an den drei äußeren Blattspitzen, Ecken. Der Stachel an der Spitze ist viel länger als die sehr kleinen, seitlichen zwei. Die Blätter sind bis etwa 8 Zentimeter lang. Die Nebenblätter fehlen. Die jüngeren Blättern sind mattdunkelgrün, papillös und die Stachelspitzen sind rot.

### Generative Merkmale
Die knäueligen, kurzen, dichten zymösen Blütenstände, mit bis zu 15 Blüten sind achsenständig und fast sitzend bis sitzend. Die Blüten erscheinen manchmal auch nur einzeln. Die kleinen, anfänglich grünlich-gelblichen, zwittrigen und aromatischen Blüten, sind vier- oder fünfzählig mit einfacher Blütenhülle und kurz gestielt bis sitzend. Es ist ein dunkelgrüner, fleischiger Diskus mit vier oder fünf kleinen, dicklichen und aufrechten Lappen, alternierend mit den Tepalen (Kronblätter), vorhanden. Die fleischigen, eiförmigen Tepalen sind außen feinhaarig und besitzen innen einen Haarbüschel hinter den Staubblättern. Die vier oder fünf kurzen, eingebogenen Staubblätter stehen gegenüber den Tepalen. Der halbunterständige und einkammerige Fruchtknoten ist mit dem Blütenboden verwachsen. Es sind zwei anatropische, unitegmische Samenanlagen vorhanden. Der dickliche Griffel ist kurz, mit kleiner, kopfiger und leicht gelappter, trichterförmiger Narbe.
Die orange bis rot werdenden Tepalen und die fleischigen, weißlich werdenden Diskuslappen umhüllen das verhärtete, schwärzliche Mesokarp und bilden so die fleischige, rundliche, vier- bis fünfteilige und einsamige Pseudosteinfrucht (Scheinfrucht, Anthocarp). Die runzligen und fein behaarten Tepalen fallen zur Reife dann ab. Die fleischigen und weißlichen Diskuslappen haften dem harten Mesokarp an. Das Exokarp löst sich auf und das Endokarp wird stark reduziert. Das harte, rundliche, oben abgeflachte Mesokarp (Pyrene) ist bis etwa 7 Millimeter groß und teilt sich manchmal in zwei, drei Teile. Der einzige Samen ist rundlich.
In Argentinien blüht sie im März bis August und die Fruchtreife ist im November.
Die Chromosomenzahl beträgt 2n = 72.

## Taxonomie
Das Basionym wurde von Hooker und Arnott 1833 als Celastrus rhombifolius Hook. & Arn. in Bot. Misc. III, 171 aufgestellt, gleichzeitig stellten sie auf S. 172 die Gattung Iodina Hook. & Arn. nudum auf. 1836 beschrieb Meissner die Gattung Jodina dann erstmals gültig in Plantarum vascularium genera I, 68. 1840 stellte Endlicher die Gattung Jodina in Genera plantarum 1093, (5710) in die Familie Ilicinea, auch Meissner Pl. gen. II, 48, 1840.
Die Umkombination der Art erfolgte dann durch Siegfried Reissek 1861 in der Flora Brasiliensis 11(1), 78 als Jodina rhombifolia, gleichzeitig stellte er sie in die Familie der Santalaceae.
Synonyme der Art sind Ilex cuneifolia var. bonariensis DC. (1825), Iodina rhombifolia Hook. & Arn. (1833, orth. var.), Jodina cuneifolia (L.) Miers (1878), Jodina cuneifolia Baill. (1892), Jodina ruscifolia Hook. & Arn. (1842), Celastrus jodina Steud. (1840) und Jodina bonariensis (DC.) Kuntze (1898).
Es werden von einigen Autoren auch zwei Unterarten geführt:
- Jodina rhombifolia subsp. rhombifolia: Hier sind die Blätter größer und breiter, weniger stachelig sowie mehr keilförmig, mit etwas anderer, feinerer Nervatur, sowie kürzerem Stiel und die Blüten und Früchte erscheinen einzeln oder zu wenigen. Auch sind die Pflanzen größer und die Blüten kleiner.[11]

- Jodina rhombifolia subsp. delasotae Arana & Luna: Aus dem nordöstlichen Argentinien, Uruguay und dem südlichen Brasilien. Die Blätter sind hier kleiner, mehr rhombisch und stachelig sowie oft eingefaltet. Die Pflanzen sind kleiner und die hier größeren Blüten erscheinen zu mehreren.[12]

## Verbreitung
Jodina rhombifolia ist in Argentinien, Paraguay, Bolivien im Gran Chaco und im südlichen Brasilien sowie in Uruguay beheimatet.

## Verwendung
Die Rinde und die Blätter werden medizinisch verwendet. Das Holz und die Rinde sind sehr tanninhaltig. Das helle Holz wird gern als Feuerholz verwendet oder zu Holzkohle verarbeitet. Es kann aber auch für verschiedene Verarbeitungen genutzt werden.